# GS美神 美しき逃亡者シリーズ
『GS美神 美しき逃亡者シリーズ』（ゴーストスイーパーみかみ うつくしきとうぼうしゃシリーズ）は、椎名高志による日本の漫画・テレビアニメ『GS美神』のキャラクターソング・シングルシリーズである。1994年1月21日に全5枚がキングレコードよりセットされた。
このシリーズは同年3月時点まで2万枚を超える売上を記録し、特におキヌ役の國府田マリ子による第5枚は2万8000枚以上を売り上げた（『日経流通新聞』1994年3月24日付）。
ジャケットイラストは、加々美高浩による描き下ろしであり、裏ジャケットのイラストを5枚並べると1枚の絵になる。エスケープ1からエスケープ5の脚本はあみやまさはるが担当している。

## Vol.1
収録内容
1. 地上最強のGS [3:45]
作詞：彩木沓、作曲：名古屋司、編曲：オダクラ・アキラ
2. 地上最強のGS（Off Vocal Version） [3:45]
3. エスケープ1「逃亡者美神・消されたライセンス」 [11:46]

## Vol.2
収録内容
1. 仲良し式神たち [4:00]
作詞：彩木沓、作曲：オダクラ・アキラ、編曲：長内悟
2. 仲良し式神たち（Off Vocal Version） [4:00]
3. エスケープ2「駆け抜ける逃亡者」 [11:54]

## Vol.3
収録内容
1. 呪いのクイーン [4:28]
作詞：彩木沓、作曲：りゅうてつし、編曲：オダクラ・アキラ
2. 呪いのクイーン（Off Vocal Version） [4:28]
3. エスケープ3「逃亡者への道」 [11:18]

## Vol.4
収録内容
1. プライド [3:21]
作詞：中沢ふみえ、作曲：西沢明、編曲：長内悟
2. プライド（Off Vocal Version） [3:21]
3. エスケープ4「裏切りの逃亡者」 [11:32]

## Vol.5
収録内容
1. 悲しいギャップはDESTINY [4:02]
作詞：泉スフレ、作曲：りゅうてつし、編曲：長内悟
2. 悲しいギャップはDESTINY（Off Vocal Version） [4:02]
3. エスケープ5「逆転サヨナラの逃亡者」 [11:28]